# Йосип Мурн
Йосип Мурн (*Josip Murn, 4 березня 1879 —†18 червня 1901) — словенський поет, мав псевдоним «Александров».

## Життєпис
Був позашлюбним сином Іґнаца Цанкара й Марії Мурн. Дитинство провів у селі, підліткові роки — на околиці Любляни серед міської бідноти. З 1885 до 1890 року навчався у церковній школі в Любляні. Після цього поступив до місцевої гімназії. У гімназії затоваришував з О. Жупанчичем, Д. Кетте, І. Цанкаром. Ще гімназистом почав друкуватися у 1896 році в журналах «Янгол» і «Садок».
Стипендіатом «Торгового товариства» 1898 року вирушив у Віденську торговельну академію (тепер Віденська бізнес-школа), яку незабаром змінив на юридичний факультет Празького університету. Втративши стипендію, хворий на сухоти, повернувся у 1899 році до Любляни, де працював стенографістом та писарем (з 1900 року) у Торгово-промисловій палаті. Мурн помер у 1901 році. У 1903 році було видано посмертно збірку віршів «Вірші і романси».

## Творчість
Був одним з найвизначніших словенських ліриків. Спочатку пережив період палкого захоплення Лермонтовим, втілюючи свій розлад з суспільством в форму романтичного індивідуалізму, але більш істотним для його подальшого розвитку виявилося творчість Кольцова, Шевченка, Міцкевича, Бернса.
Словенська природа відтворюється Мурном у первинній свіжості і самобутності образів, що співвідносяться з тим чи іншим душевним станом.
Він першим в словенській поезії оспівує селянську працю — сам процес праці та її плоди («Млість», «Косар», «Пісня про колос»). Нерідко у віршах цього роду відбувається об'єктивізація лірики і своєрідна імітація фольклору при використанні його особливо виразних елементів — народних висловів, обрядових прислів'їв, заклинань.